# Comuna Kliușnîkivka, Mirhorod
Kliușnîkivka (în ucraineană Клюшниківка) este o comună în raionul Mirhorod, regiunea Poltava, Ucraina, formată din satele Andriivka, Dibrivka, Hasenkî, Hrîhorivka, Kliușnîkivka (reședința), Sohațke, Ștompeli, Travneve, Vovkî și Zalizneakî.

## Demografie
Componența lingvistică a comunei Kliușnîkivka
     Ucraineană (98,2%)
     Rusă (1,67%)
Conform recensământului din 2001, majoritatea populației comunei Kliușnîkivka era vorbitoare de ucraineană (98,2%), existând în minoritate și vorbitori de rusă (1,67%).